# Sommarnäs, Somero
Sommarnäs eller Somerniemi (finska: Somerniemi) är en före detta kommun i landskapet Egentliga Finland. Sommarnäs har sedan den 1 januari 1977 varit en del av Somero stad. Som en självständig kommn tillhörde Sommarnäs Tavastehus län och dess grannkommuner var Somero, Tammela, Pusula, Nummis och Kiikala. Efter kommunsammanslagningen flyttades Sommernäs från Tavastehus län till Åbo och Björneborgs län år 1990. Sommarnäs var enspråkigt finskt.
Kommunens yta var 158,5 km² och den beboddes av 1 409 människor med en befolkningstäthet av 7,0 invånare/km² (31 december 1976).

## Geografi

### Byar
År 1922 fanns det 10 byar i Sommarnäs: Härjänlax (finska: Härjänlahti), Härjänoja, Jakkula, Keltis (finska: Keltiäinen), Kopila, Oinasjärvi, Palikais (finska: Palikainen), Salkola, Vesanoja och Viuvala. 
År 1924 sammanlades det enstaka hemmanet Mäyrämäki från Somero till Sommarnäs och år 1927 blev Suojoki och Kaskisto förutom Uusi-Kaskisto byar i Sommarnäs.
Enligt befolkningstäthetsgränsen från år 1970 fanns det inga tätorter i Sommarnäs. Kommunens kansli fanns i byn Jakkula.

### Gårdar
I Sommarnäs finns två herrgårdar: Palikais gård och Kopila gård. Av dessa har Palikais gårds område klassificerats som en värdefull byggd kulturmiljö av riksintresse.

Sommarnäs läge i Finland.

### Trafik
Riksväg 2 går genom Sommarnäs nordöstra hörn. Genom kommunens centrala delar går Regionalväg 280. I södra delen av Sommarnäs finns Förbindelseväg 2801, som avviker från Regionalväg 280 och fortsätter mot väst.

### Vattendrag
Sommarnäs ligger på tredje Stängselåsen ås- och vattendelarområde, varifrån vattnen rinner åt fyra håll:
- Pemaråns källa, den största sjön in Sommarnäs och Somero, Painio, rinner genom Pemarån till Skärgårdshavet.

- Oinasjärvi är en del av Karis ås avrinningsområde och rinner genom Pitkiö å och Nummis å till Finska viken.

- Halkjärvi, en grund och grumlig sjö, rinner genom Uskela ås biflod Terttilä å till Skärgårdshavet.

- Salkolanjärvi rinner norrut till Liesjärvi i Tammela och är en del av Loimijokis avrinningsområde i Kumo älv.

## Historia
Ursprungligen var Sommarnäs en kapellförsamling under Somero församling. Enligt traditionen byggdes den första kapellkyrkan i Sommarnäs år 1682 och kapellförsamlingen fick sin första egna präst år 1695. Den nuvarande träkyrkan i kommunen, Sommarnäs kyrka, har färdigställds enligt A. V. Arppes ritningar år 1813. Kommunal förvaltning etablerades år 1868.

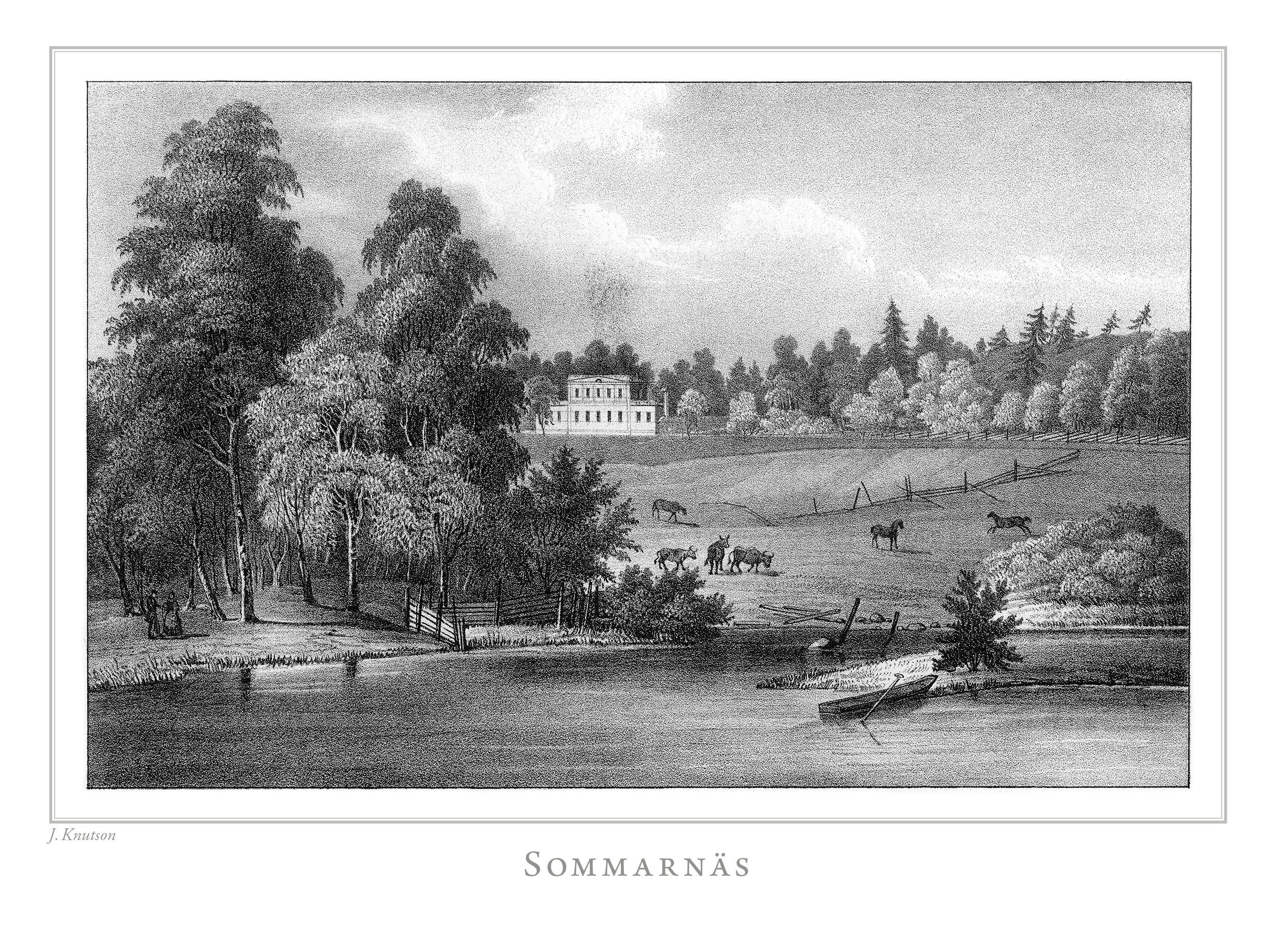
Litografi i Finland framstäldt i teckningar utgiven 1845-1852.

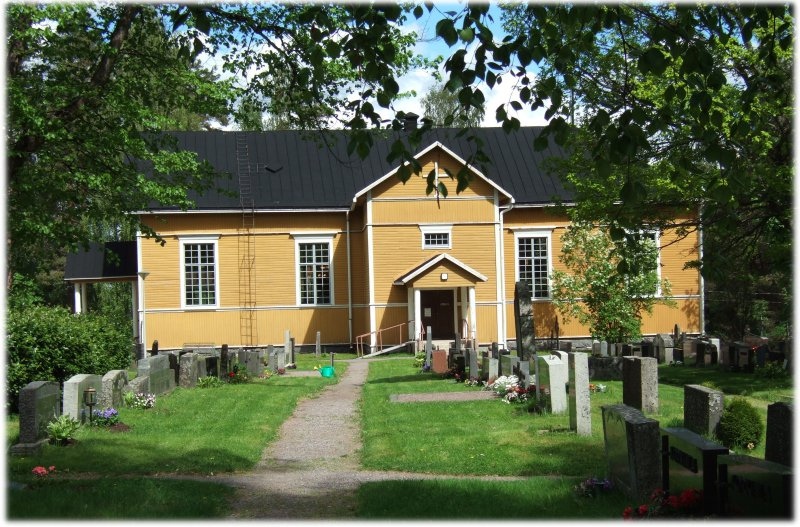
Sommarnäs kyrka

Sommarnäs blev en självständig församling först år 1901. Utförandet av beslutet fördröjdes dock eftersom man hade beslutat att inkludera byarna Kaskisto, Suojoki och Mäyrämäki, som tidigare tillhört Somero. I dessa byar hade man redan från slutet av 1600-talet gått i kyrkan i Sommarnäs. Utförandet av beslutet krävdes att Someros kyrkoherde byttes ut. Med senatens tillstånd fick Sommarnäs välja en ny kyrkoherde år 1917, men detta betydde att den nya självständiga församlingen inkluderade endast den tidigare kapellförsamlingen i Sommarnäs utan nämnda byar från Somero. När Sommarnäs kommun, på initiativ av godsägaren Kaarlo Rauhankallio, år 1922 köpte det enstaka hemmanet Mäyrämäki och åtog sig att betala dess del av kyrkoherdes lön i Somero, kunde Mäyrämäki by anslutas till Sommarnäs redan år 1924. När Someros kyrkoherde byttes ut år 1925, kunde också byarna Kaskisto och Suojoki anslutas till Sommarnäs från och med början av maj 1927. Undantaget var Kaskistos bydel Uusi-Kaskisto. Ett tillstånd beviljades för Uusi-Kaskistos invånare att förbli i Somero år 1921.

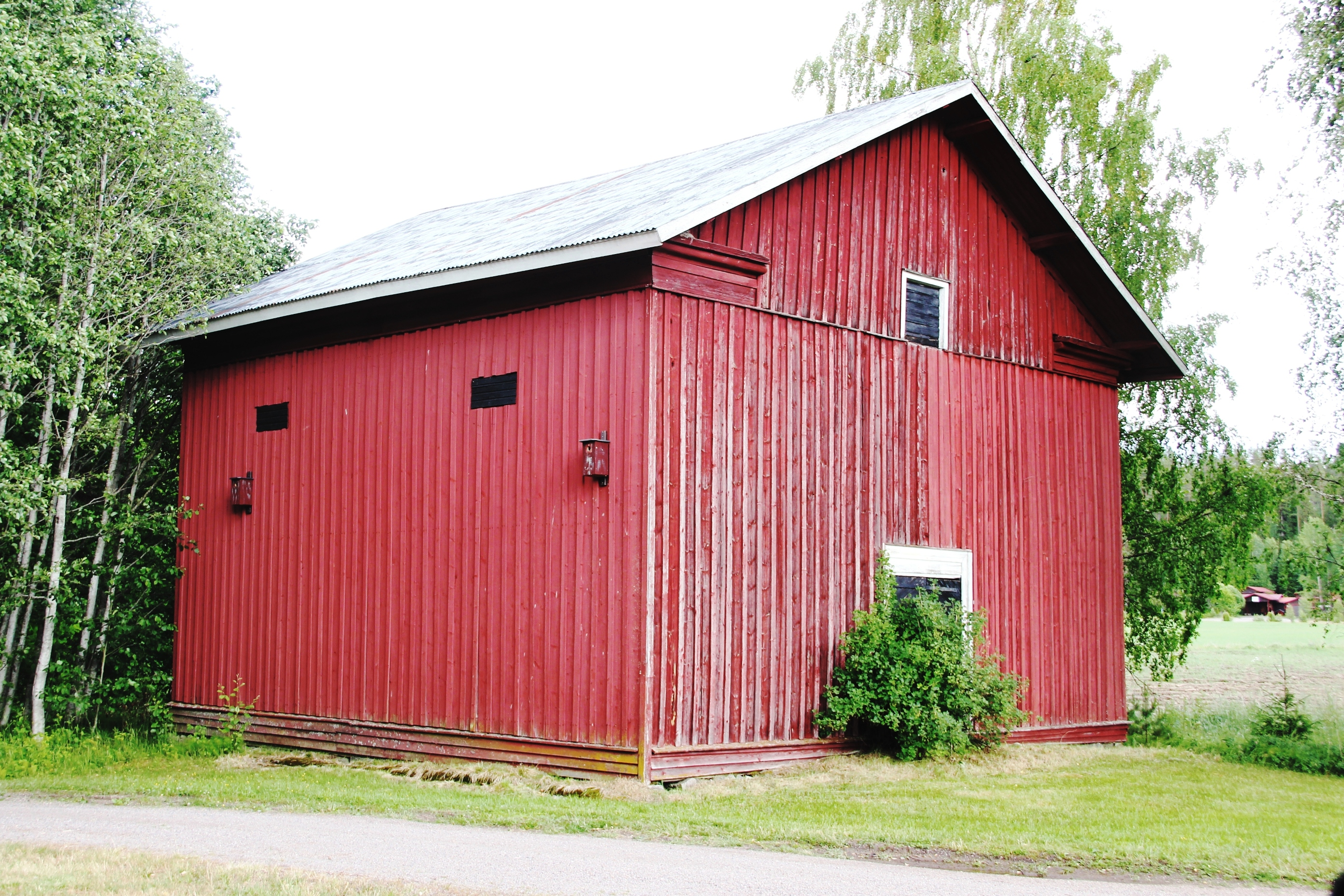
Sommarnäs sockenmagasin.

### Etymologi
Kommunens och den föregående kapellförsamlingens namn, Sommarnäs, härstammar från namnet på Anders Munck af Sommernäs, adelsmannen från Palikainen gård. Tidigare namn för kapellförsamlingen och bydelen har varit Ylistaro och Naara.
Förutom den adliga ätten Munck af Sommernäs har även ätten Ramsay och släkten Achrenius varit mycket inflytelserika i Sommarnäs.